# Лейпцигская ярмарка
Лейпцигская ярмарка (нем. Leipziger Messe) — выставочная и торговая ярмарка Лейпцига, считающаяся одной из старейших ярмарок в мире. Сейчас располагается в новом здании, построенном к 1996 году. Управляется одноимённой компанией.

## История

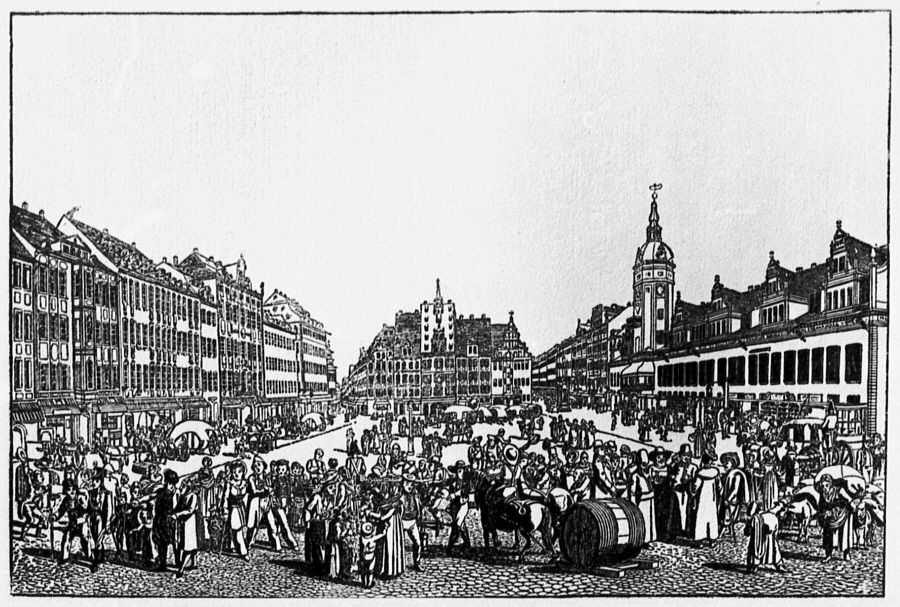
Торговля на лейпцигском рынке ок. 1800

### Основание ярмарки вСредние века
Город Лейпциг располагался на пересечении двух важных торговых, бывших римских, дорог: Королевской дороги (лат. Via Regia) (от Рейна в Силезию) и Имперской дороги (лат. Via imperii) (из Италии к Балтийскому морю). Такое положение способствовало развитию ремёсел и торговли, особенно внешней. Основа для современной ярмарки была заложена в 1190 году майсенским маркграфом Отто, который подтвердил право Лейпцига на проведение весенних и осенних ярмарок. В XV веке, сначала саксонский курфюрст Фридрих II, разрешивший проводить городу третью — новогоднюю ярмарку, а затем в 1497 году император Священной Римской империи Максимиллиан I, придавший лейпцигским ярмаркам статус имперских (по этому статусу никакому другому городу, расположенному в радиусе примерно 115 км от Лейпцига не разрешалось проведение подобных торгов), способствовали развитию этого дела в Лейпциге. Особый статус и выгодное географическое положение, позволяющее налаживать торговые связи во всех направлениях, и в дальнейшем способствовали тому, что через несколько столетий лейпцигские ярмарки стали наиболее значимыми в Европе.

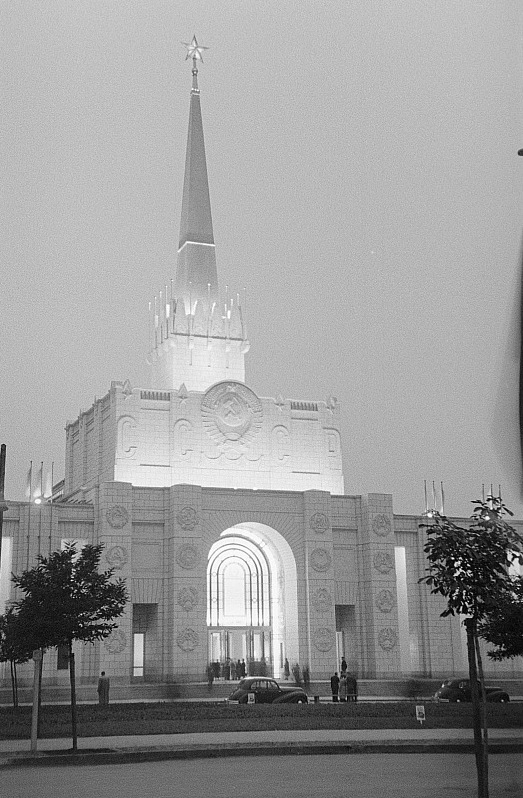
Советский павильон, 1952

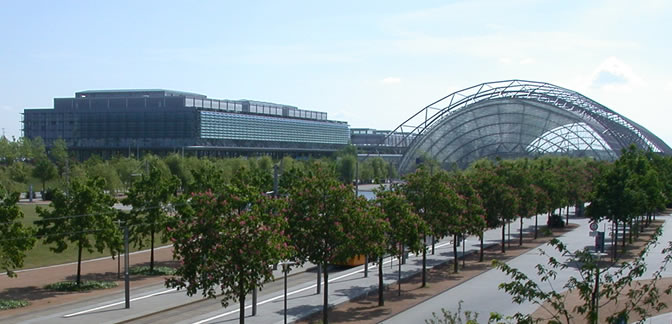
Новые площади Лейпцигской ярмарки

### Переход к ярмарке-выставке образцов
В 1895 году, впервые в мировой истории, в Лейпциге поменялся принцип проведения ярмарок, вместо продажи стали выставляться только образцы, а уже по заключённым сделкам товар, в необходимом количестве и обговорённого качества, непосредственно от производителя транспортом отправлялся к заказчикам. Идея получила развитие, и к 1904 году были построены многочисленные выставочные дома, и по сей день формирующие основу исторического центра Лейпцига. К осенней выставке 1917 года для ярмарки был разработан логотип (употребляющийся до настоящего времени) в виде двух, расположенных одна над другой букв М — аббревиатуры для слова Mustermesse (рус. выставка образцов). С 1921 года для вновь возводящихся строений ярмарки началась разработка общего архитектурного стиля.

### После 1945 года
После Второй мировой войны — на фоне политического и экономического раздела Германии — ярмарка начала терять своё общегерманское значение. В первые послевоенные годы возрождение выставочной деятельности происходило преимущественно за счёт мелкого кустарно-ремесленного производства. 8 Мая 1946 года открылась первая послевоенная ярмарка, программно названная «ярмаркой мира» (нем. Friedensmesse) и проходившая в выставочном доме нем. Ring-Messehaus. Одной из её объявленных целей было желание продемонстрировать «нормальность» социалистической экономики восточной Германии; как и в довоенные годы в Лейпциг были приглашены участники из западной Германии.

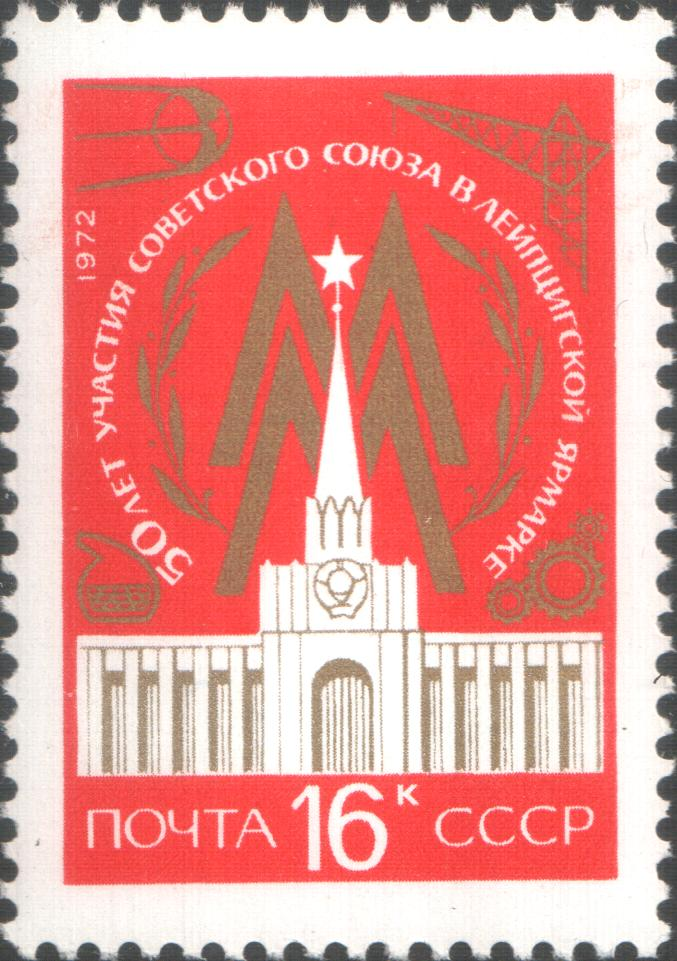
Почтовая марка СССР, 1972 год

С 1950-х годов Лейпцигская ярмарка активно конкурировала с основанной в 1947 году Ганноверской ярмаркой; при этом в результате разделения Германии Лейпциг стал играть роль германского центра торговли Запада с Востоком (т. н. нем. Ost-West-Handel). Социалистическое правительство ГДР использовало ярмарку как политическую и экономическую «витрину» своей страны; весенняя и осенняя ярмарки проводились всё так же ежегодно.
К концу 1960-х годов число посетителей выставки перевалило за 600 тысяч, из которых около 90 % приходилось на восточных немцев; число участников ярмарки превысило 10 000 фирм и предприятий, а выставочные площади — 300 тысяч м².

### Профильные выставки после 1990 года
После упразднения ГДР в 1990 году часть специализированных выставок исчезла, появились новые и возродились некоторые из выставок довоенного периода. Существовала острая необходимость в новом помещении ярмарки. Такое помещение было выстроено к 1996 году. Благодаря этому шагу Лейпцигская ярмарка выстояла в конкуренции с выставками в городах Франкфурт-на-Майне, Дюссельдорф, Берлин, Мюнхен и Ганновер.

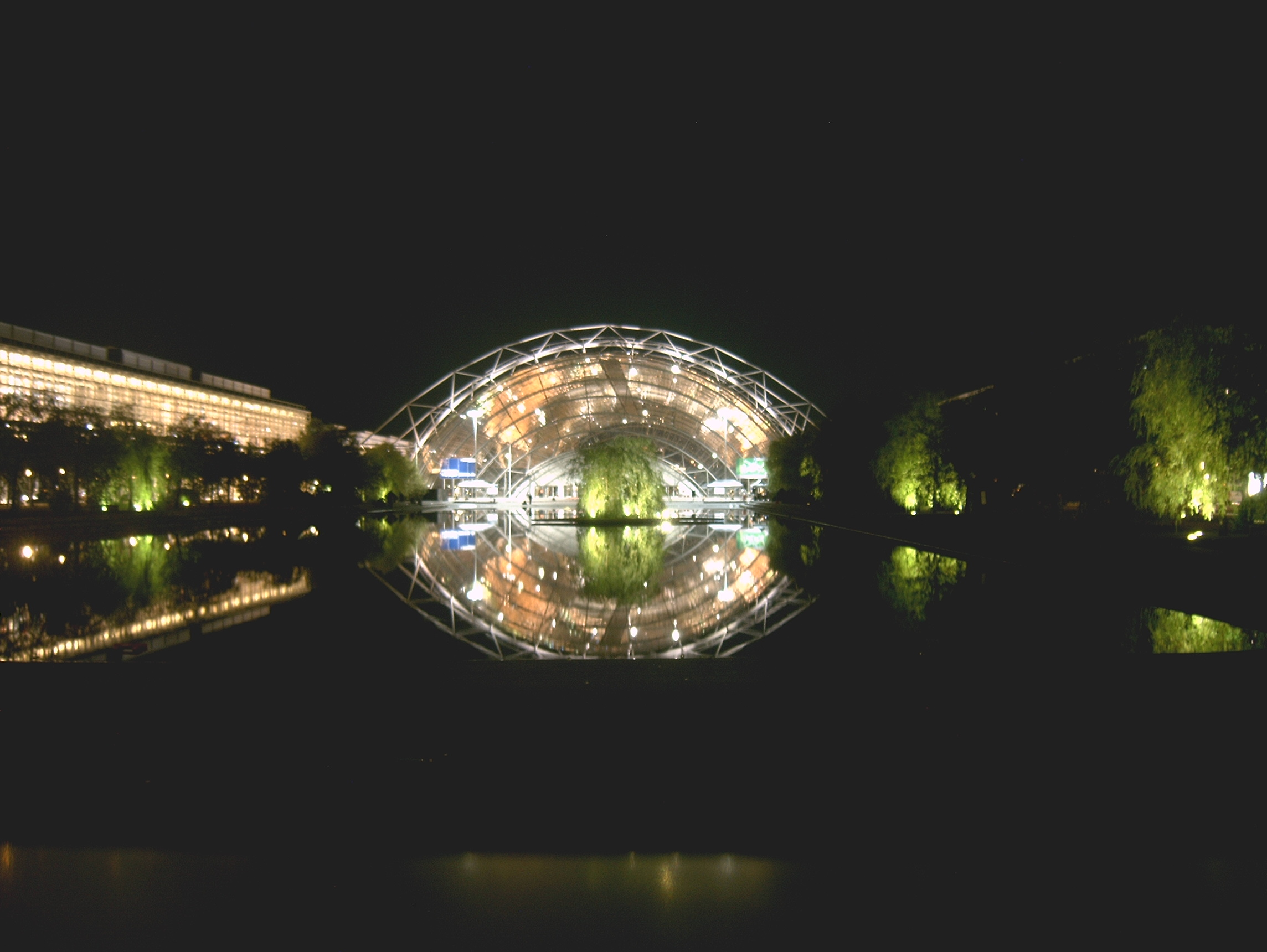
Новое здание ярмарки ночью

## Статистика
На территории ярмарки расположены пять взаимосвязанных выставочных комплексов общей площадью более 20 500 квадратных метров, центральный зал (нем. Glashalle) и конгресс-центр. Ещё 70 000 м² площадей на открытом воздухе также могут быть использованы для выставок.

## Значимые мероприятия
Лейпцигская книжная ярмарка
Эта выставка-ярмарка, проходящая в марте каждого года, — вторая по величине в Германии (после Франкфуртской). Её считают самым известным событием, проходящим на Лейпцигской ярмарке, и иногда отождествляют с последней. Основанная в XVII веке, перед Второй мировой войной она стала крупнейшей книжной выставкой по объёму книг на немецком языке.
Auto Mobil International
Auto Mobil International — второй по величине (после IAA во Франкфурте) автосалон Германии. Проходит ежегодно вместе с выставкой инструментов. Во многом ориентирована на восточноевропейский рынок.
Games Convention
Games Convention (рус. игровая конвенция) — ежегодное общественное мероприятие, выставка компьютерных игр. Games Convention проходила (до 2008 года включительно) ежегодно в конце августа и являлась крупнейшей европейской и одной из крупнейших в мире игровых мероприятий.
Modell-Hobby-Spiel«Modell-Hobby-Spiel» — крупнейшая выставка подобного рода в Германии: на ней представлены изделия самых известных предприятий моделестроения и производства игрушек.
Haus-Garten-Freizeit«Haus-Garten-Freizeit» — ярмарка предметов быта, кулинарных и садовых принадлежностей. В последние годы проходит в одно время с выставкой ремёсел Средней Германии.
RehaТ. н. «reha» — выставка медицинской (ортопедической и реабилитационной) техники.
denkmal
«denkmal» — уникальная выставка, посвящённая сохранности и реставрации в области архитектуры.

## Транспорт

### Автомобильный

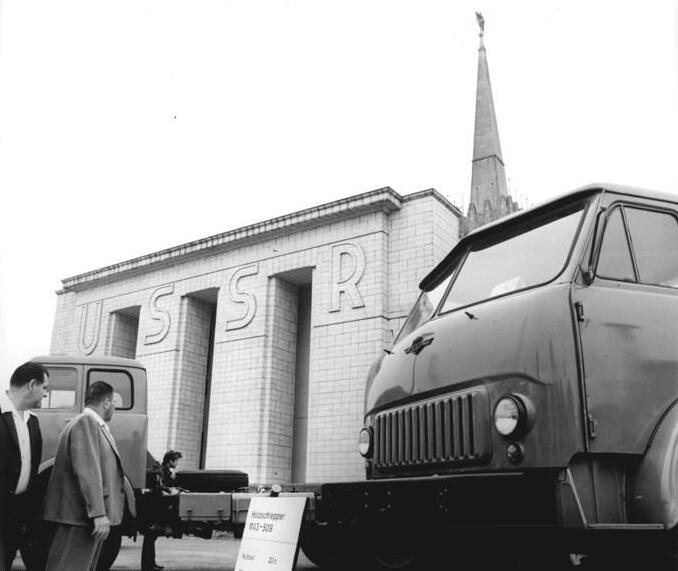
МАЗ 509 около павильона СССР, сентябрь 1970

Новая территория выставки расположена прямо у автобана А14 и федеральной дороги B2.

### Железная дорога
Центральный вокзал Лейпцига с выставкой соединяют поезда компании «Среднегерманская городская электричка», (время в пути — около шести минут). Некоторые из них продолжают движение в аэропорт Лейпцига.

### Трамвайный
Новая ярмарка связана с транспортной сетью Лейпцига трамвайной линией (маршруты 16 и 16Е).

## Почтовые марки ГДР с эмблемой ярмарки

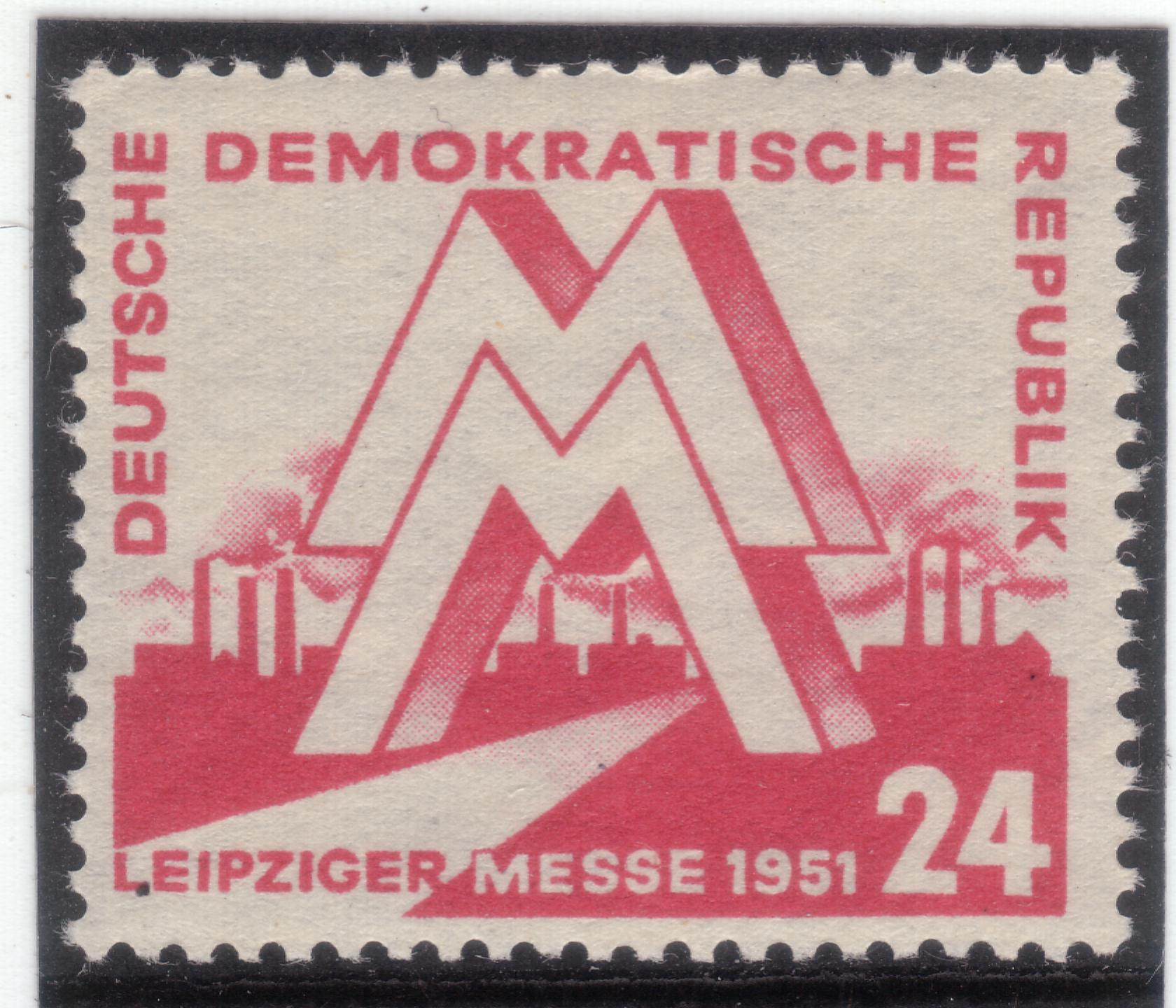
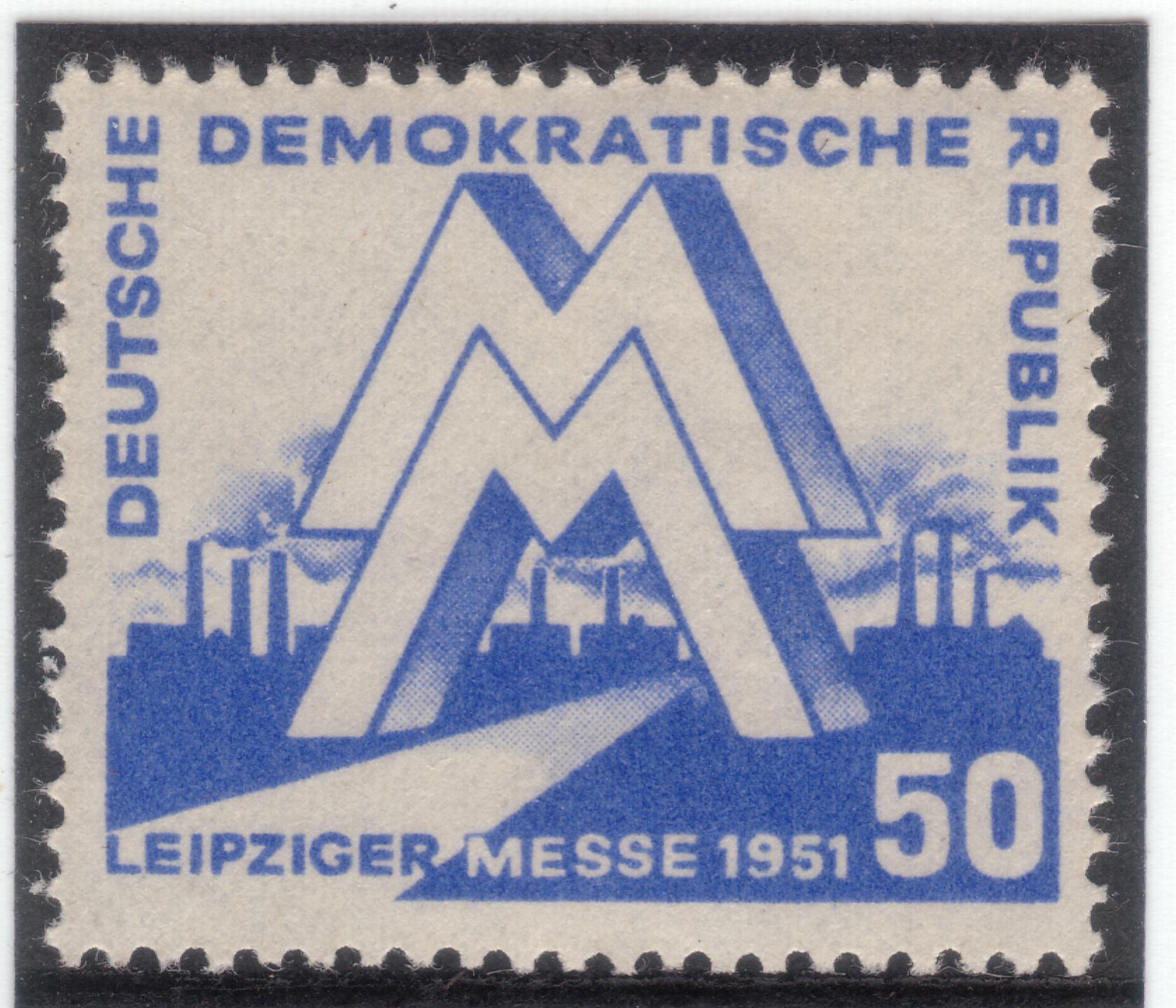
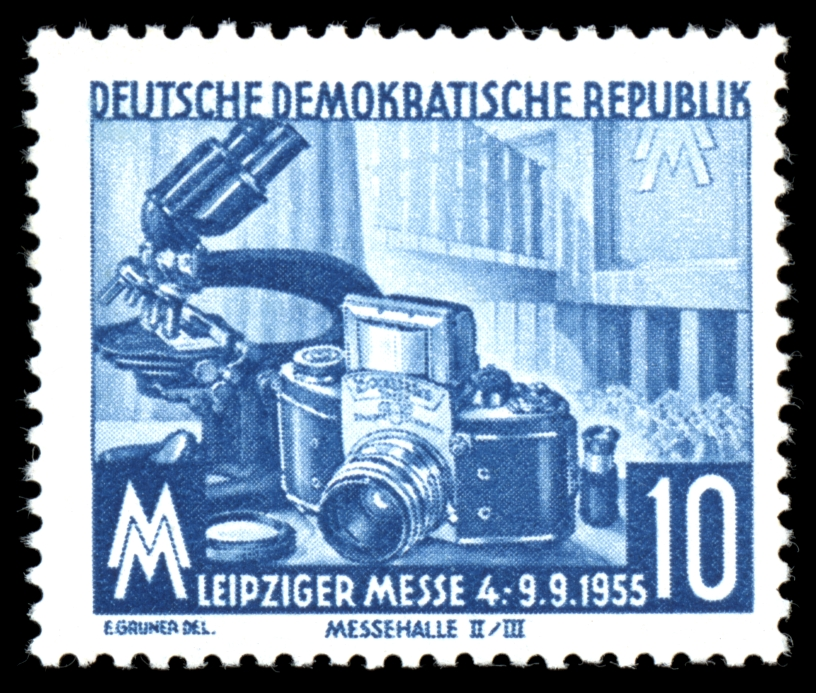
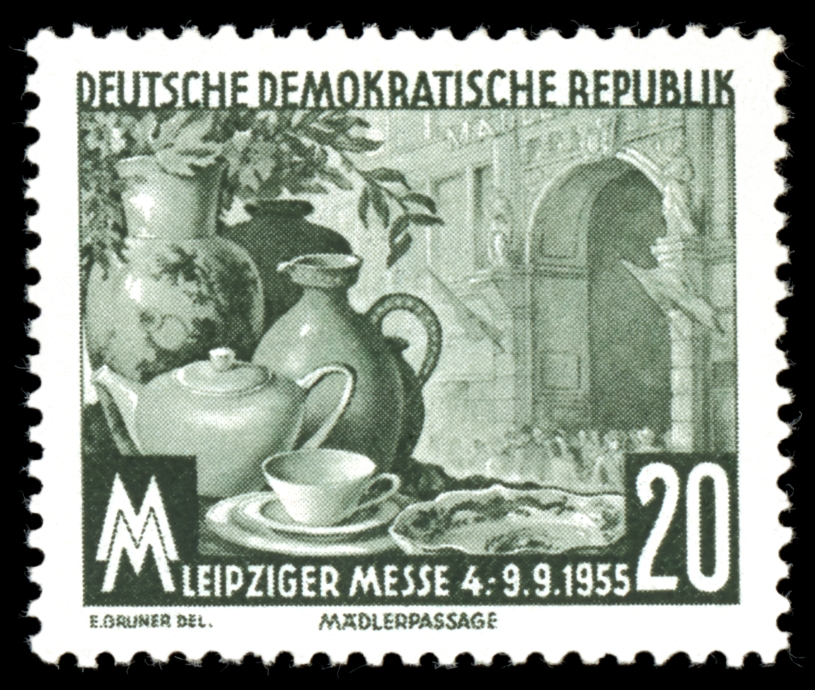
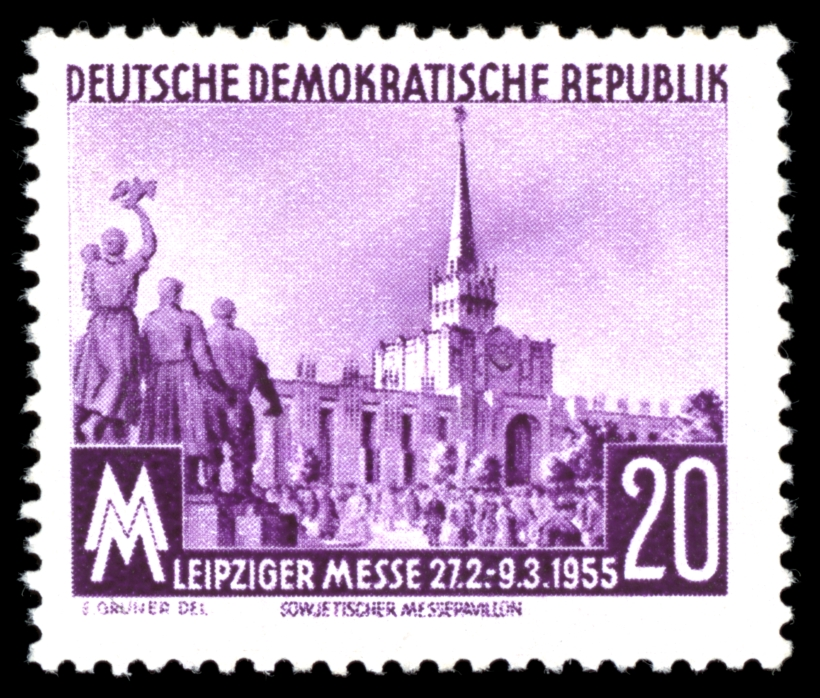
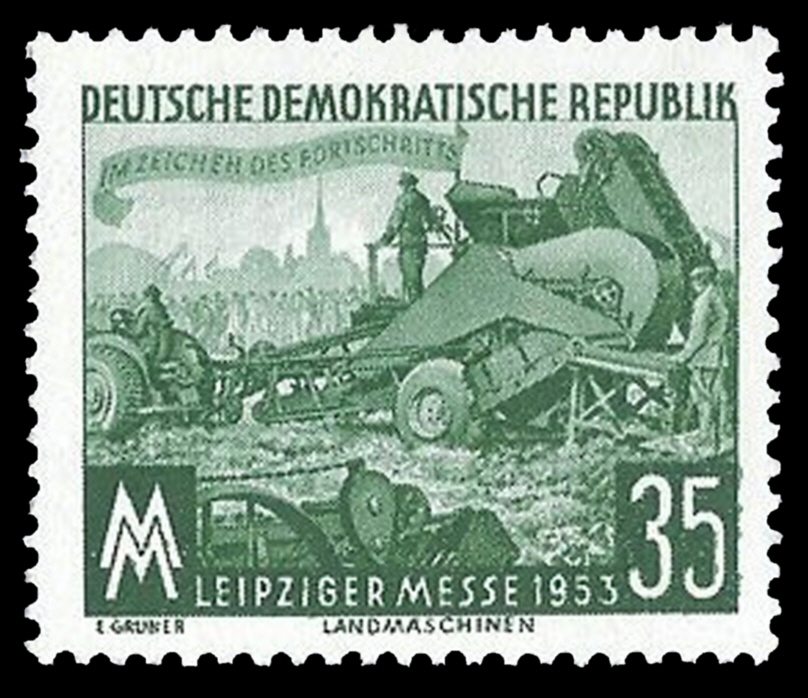
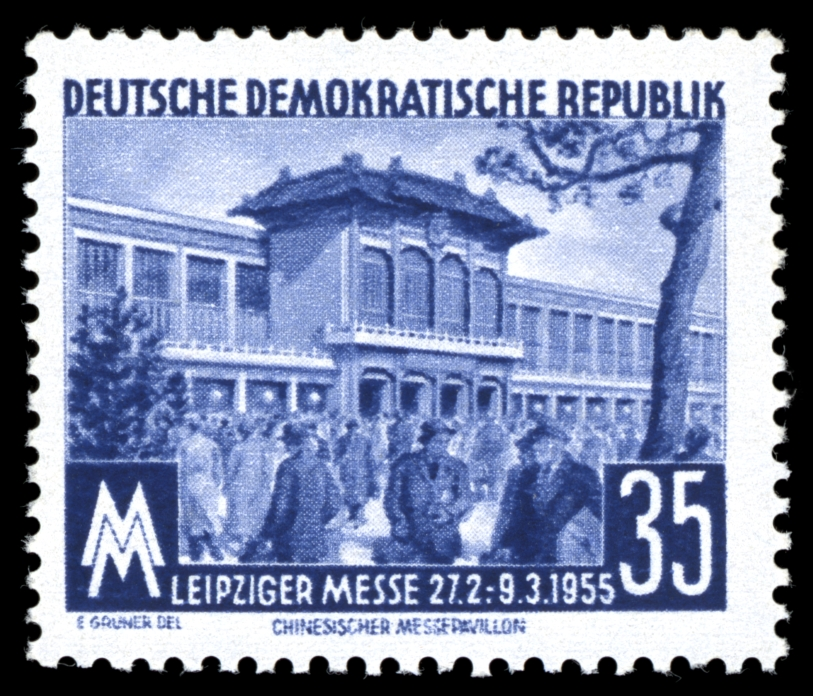
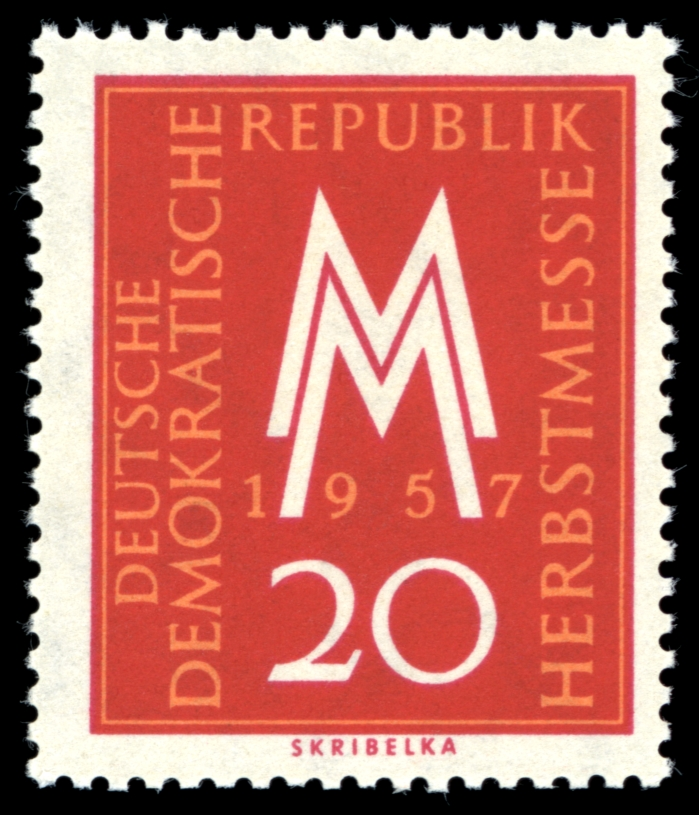
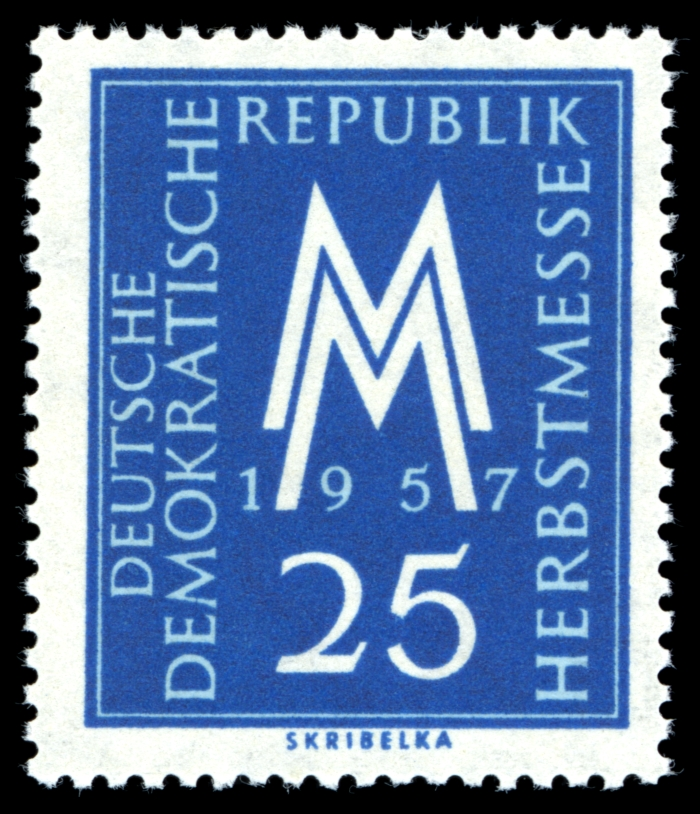
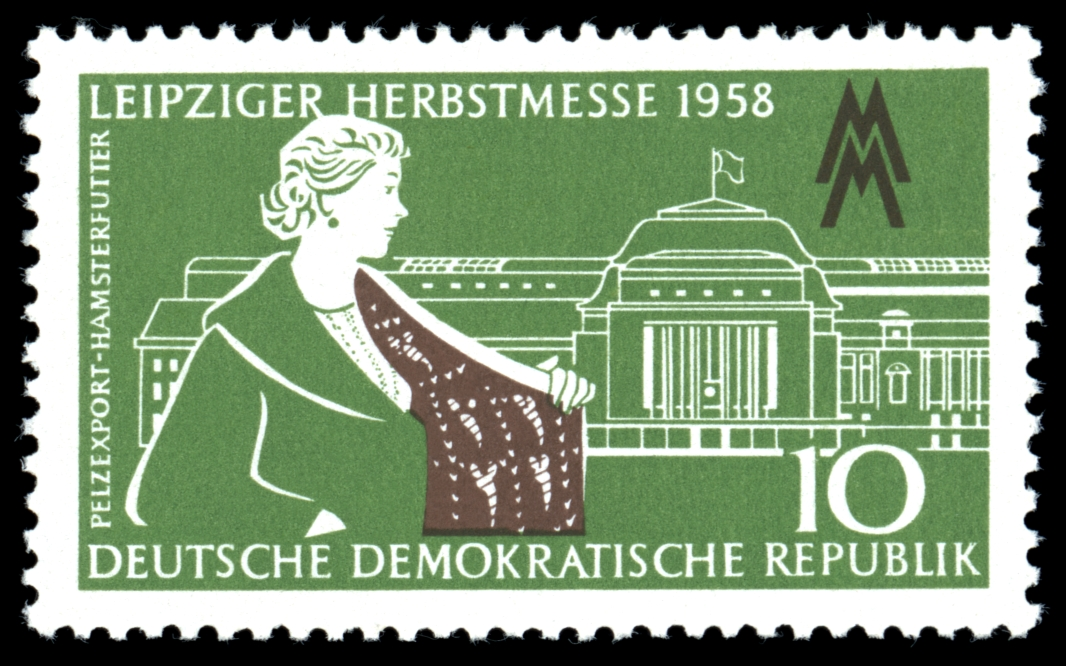
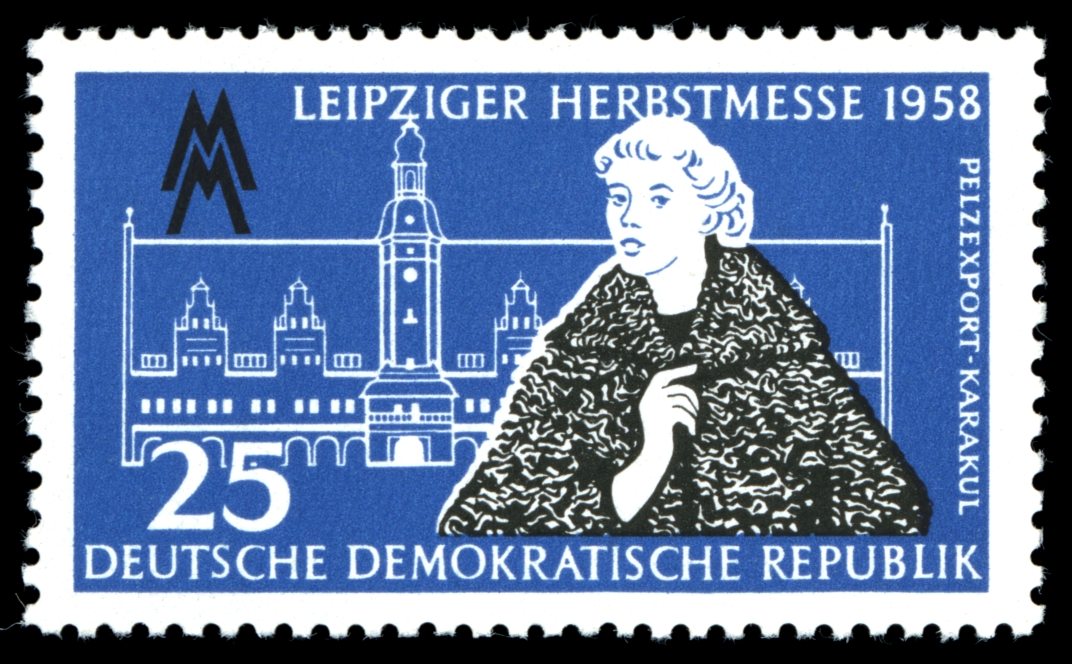
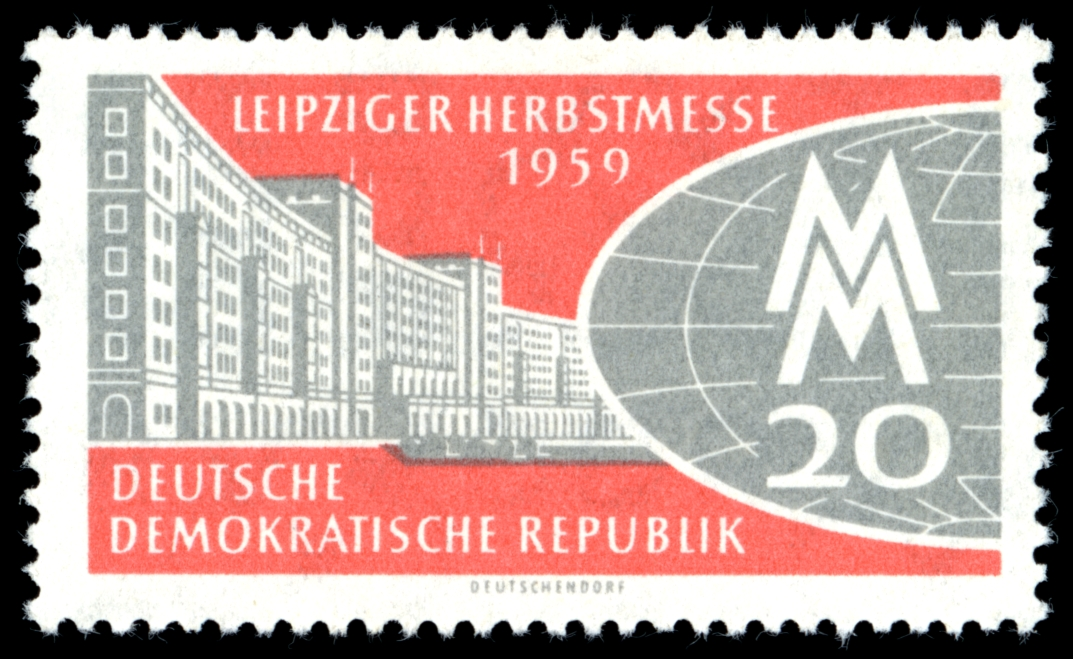
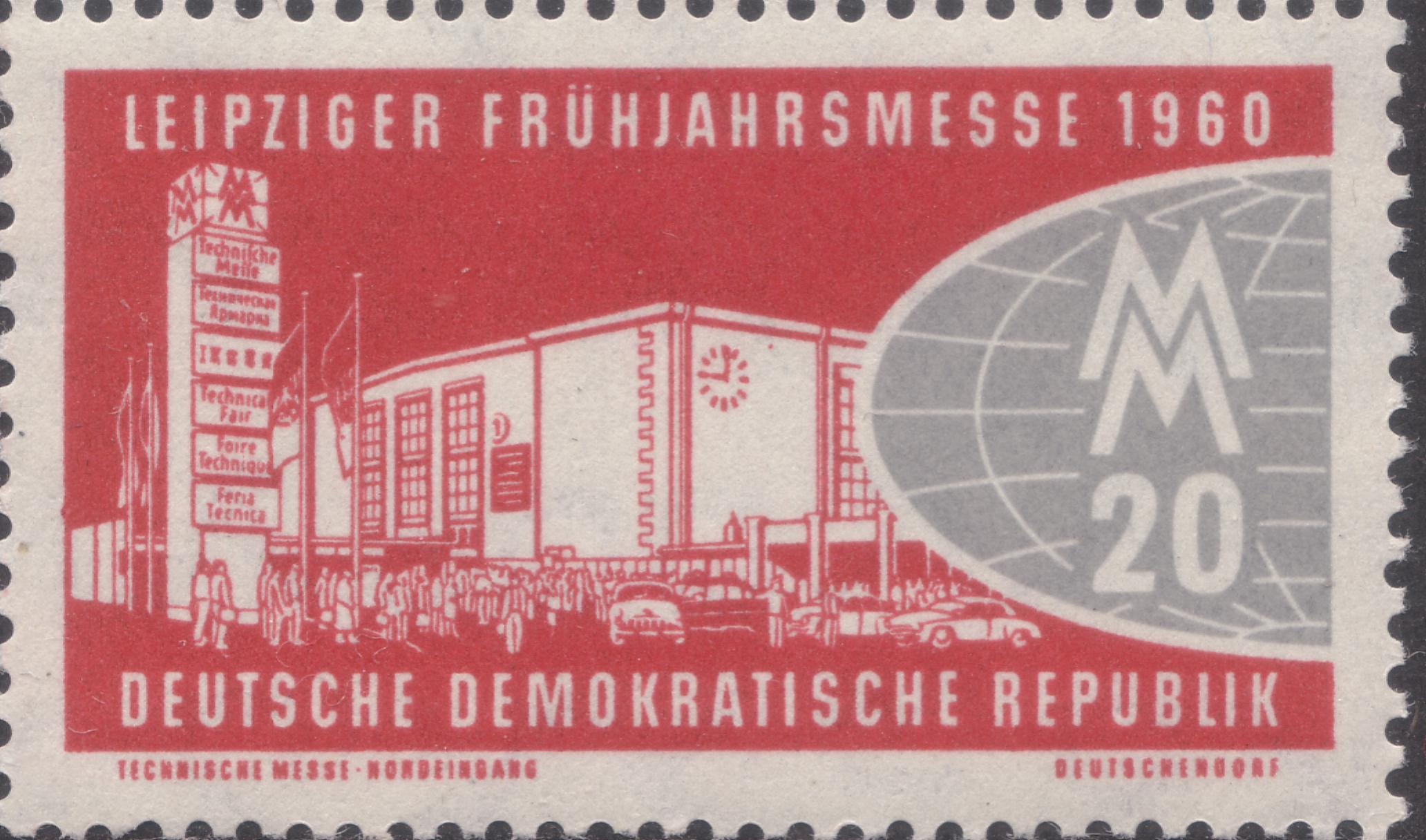
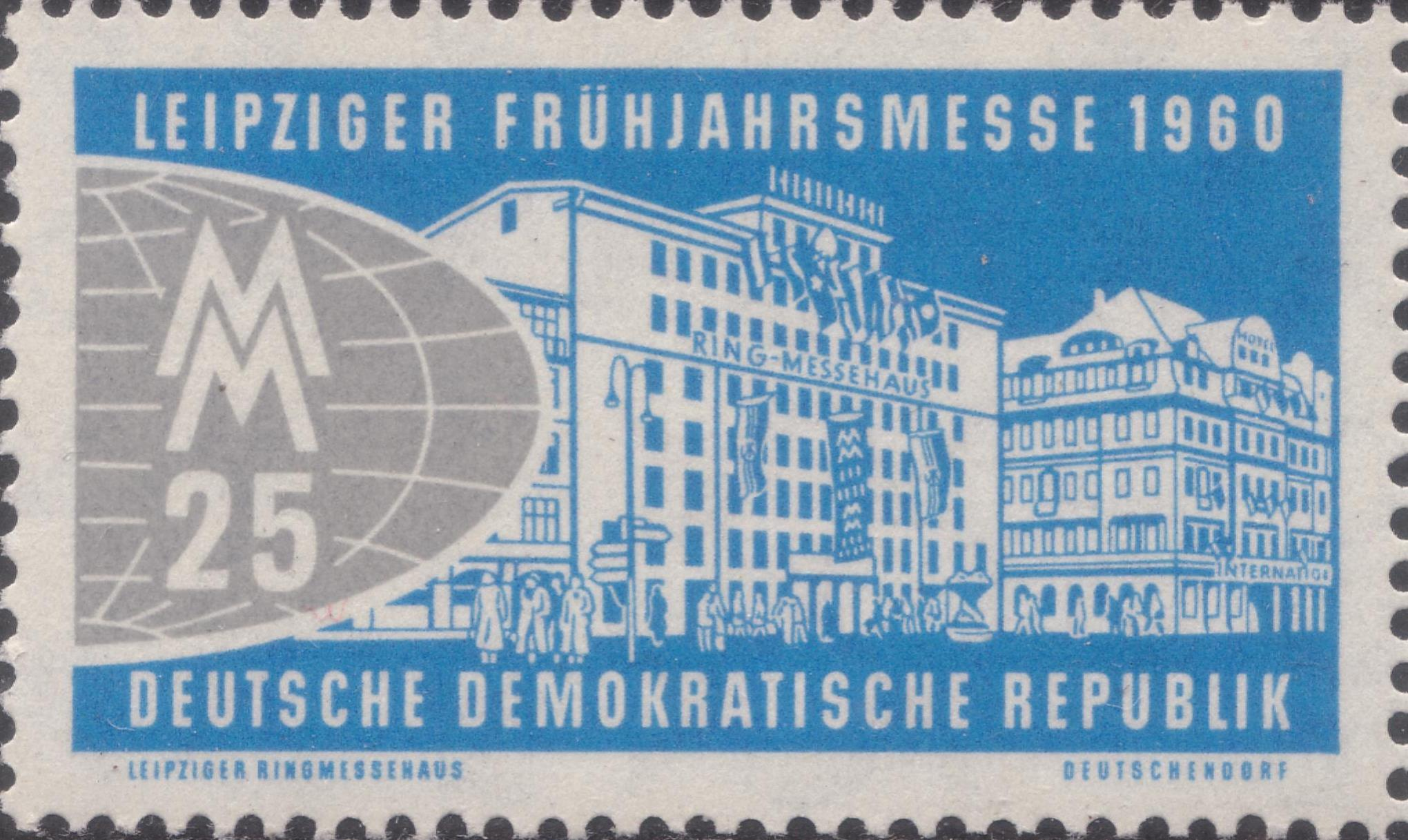
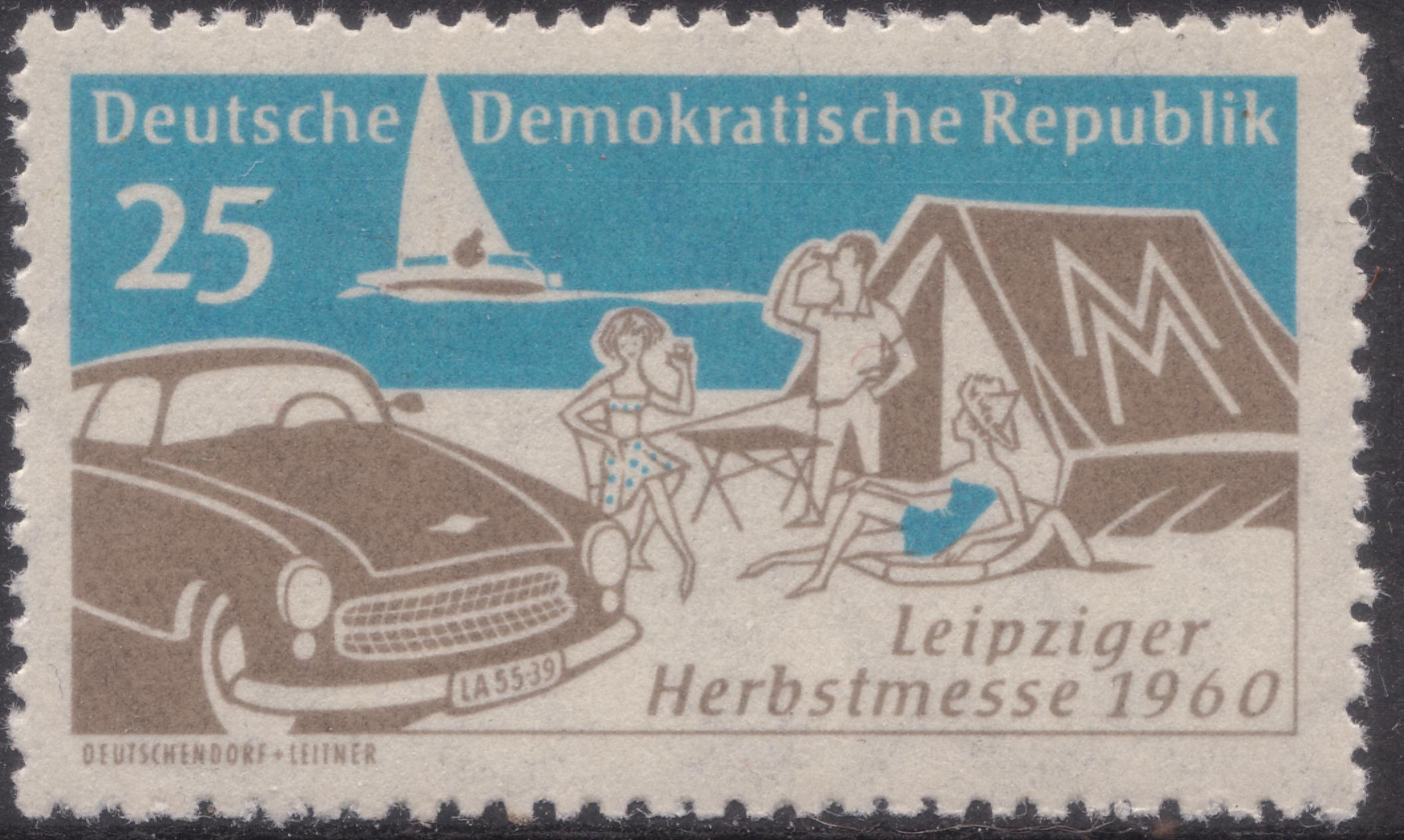
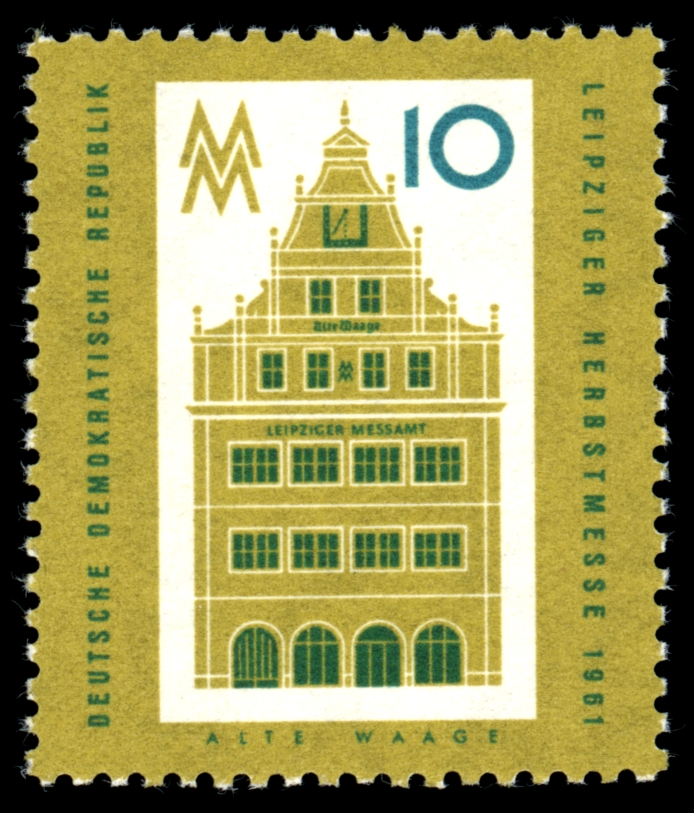
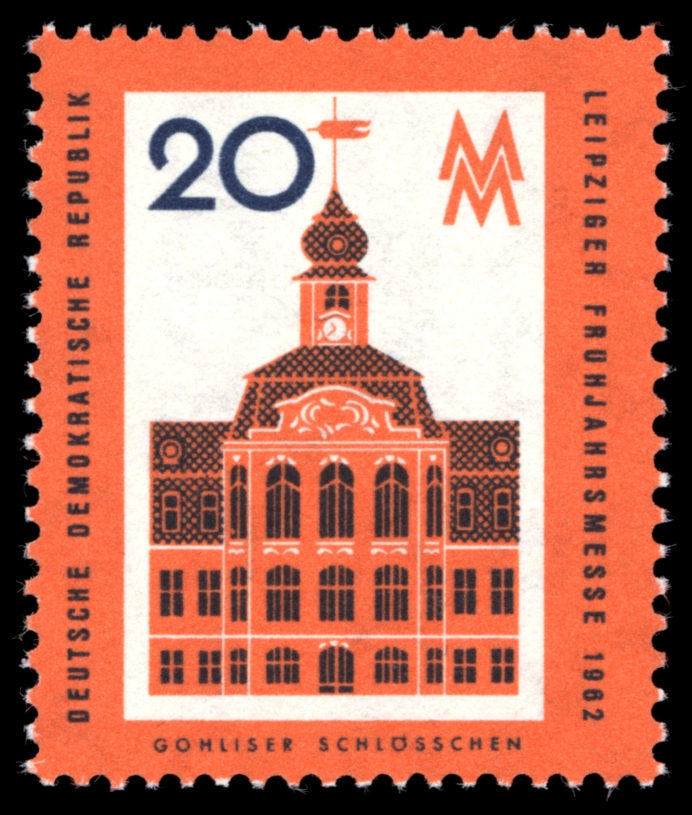
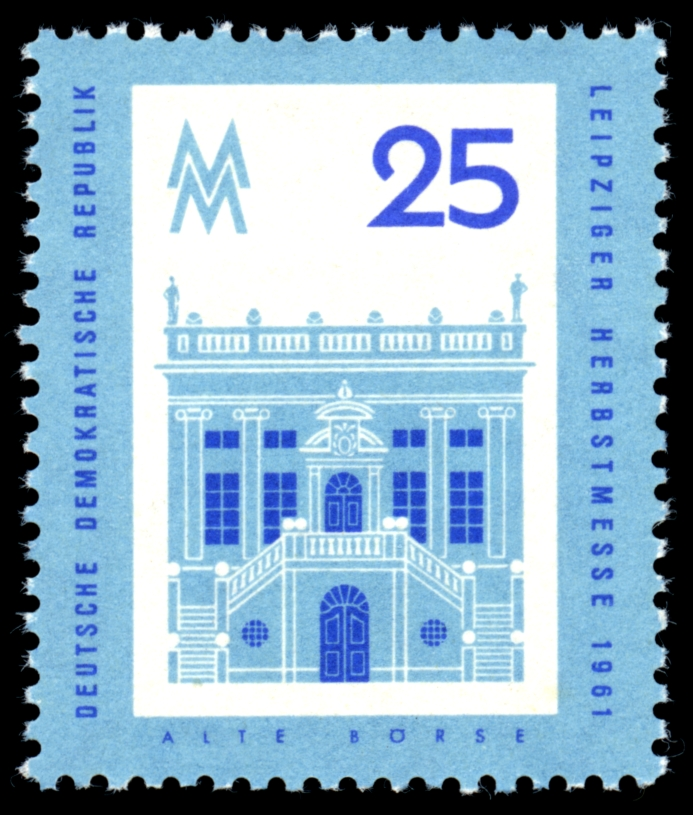
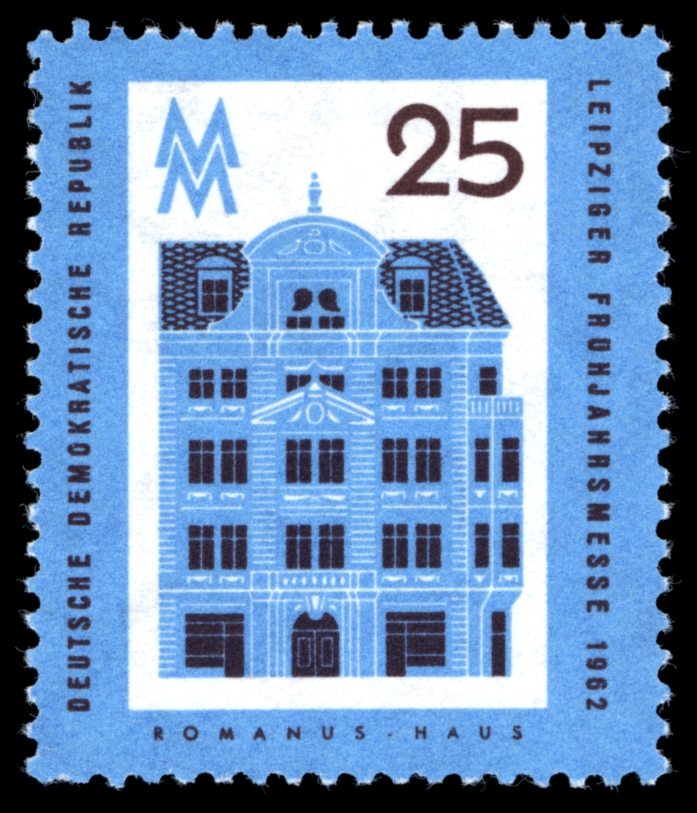
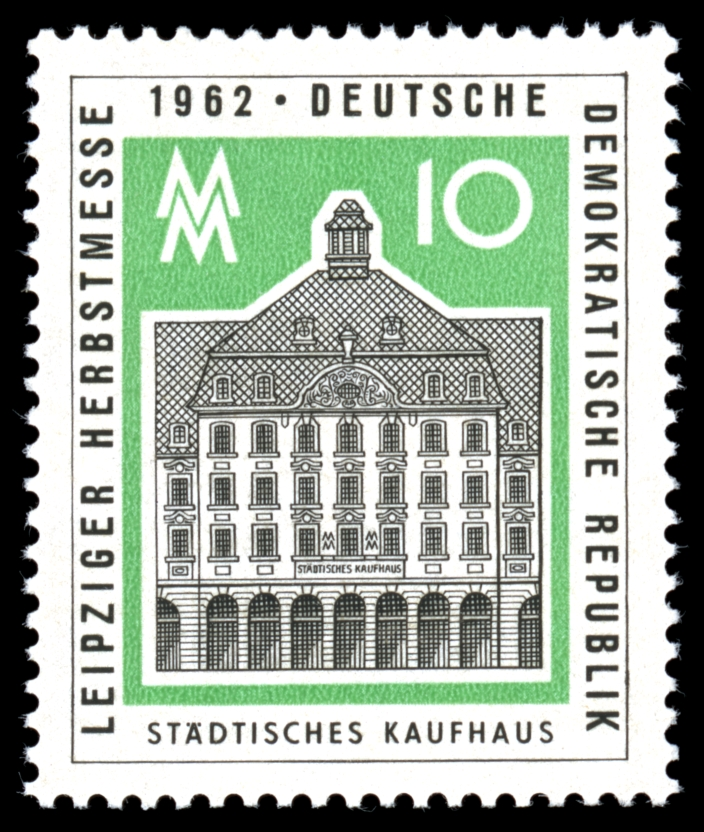
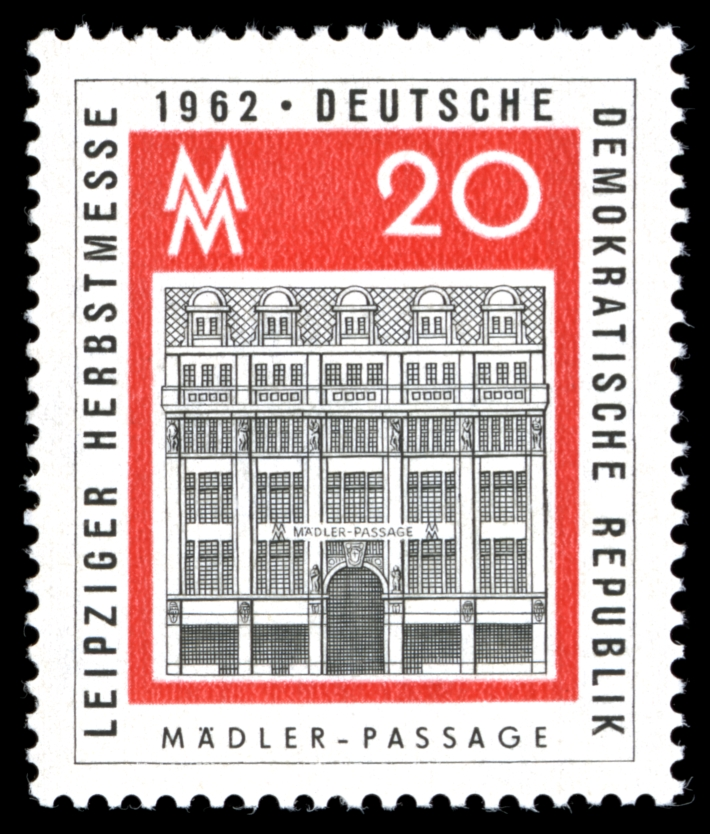
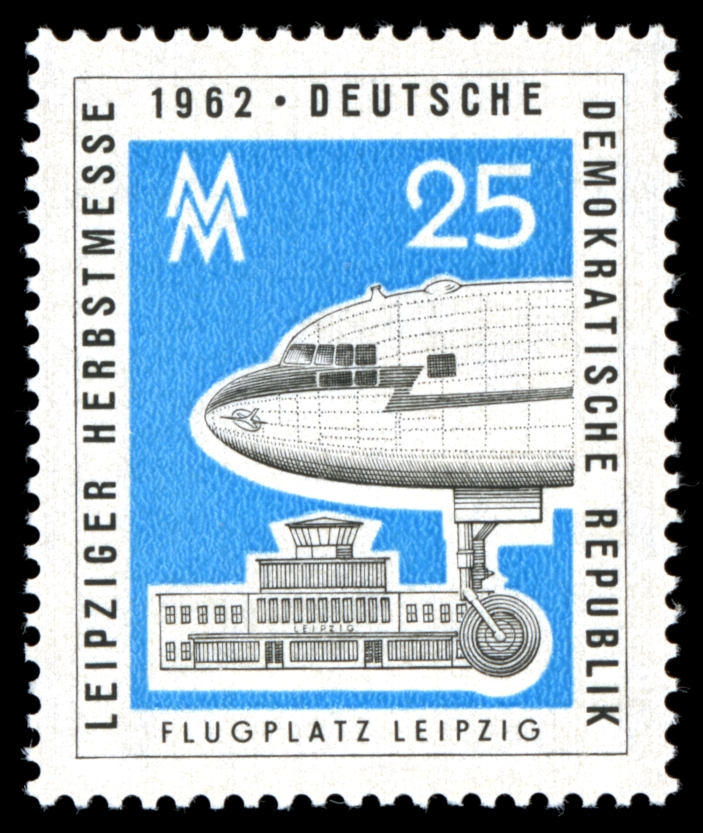